# Sebastián Raval
Sebastián Raval (Cartagena?, ca. 1550 - Palermo, 1604) fue un compositor español del siglo XVI de música vocal e instrumental.

## Biografía
Nacido en la diócesis de Cartagena - probablemente en la propia ciudad de Cartagena - hacia 1550, sirvió como soldado de la armada española en Flandes y Sicilia. Después de haber sido herido en el sitio de Maastricht tomó los hábitos de la Orden de San Juan de Jerusalén.
Se trasladó a Italia, donde sirvió como músico en las cortes de Francesco Maria della Rovere en Urbino, del virrey de Sicilia Bernardino de Cárdenas y Portugal y de los cardenales Andrea Peretti y Ascanio Colonna en Roma.
En Roma se autoproclamó como el «mejor músico del mundo» y a causa de esta declaración fue retado musicalmente por Giovanni Maria Nanino y, poco después, por Francesco Soriano. El tribunal, formado por expertos músicos, declaró vencedores a los contendientes de Sebastián Raval en ambos casos.
El 28 de abril de 1595 tomó el puesto de maestro de capilla de la capilla virreinal de los virreyes españoles en Palermo.
En Sicilia retó otra vez a Achille Falcone a un duelo musical en el que fue de nuevo derrotado, aunque después de apelar la decisión del tribunal, fue declarado vencedor. Después de la muerte de Achille Falcone en 1600, Antonio Falcone, padre de Achille, con el objeto de lavar el honor profesional de su hijo, publicó todos los pormenores del proceso musical en su "relazione del succeso", incluyendo en esta publicación la impresión de todas las partituras que habían sido objeto del juicio, en el que se incluían obras de polifonía religiosa: cánones y motetes, así como madrigales, y ricercares. Esta edición de las obras de Falcone y Raval está disponible hoy día en edición contemporánea. 
Sebastián Raval murió en Palermo en 1604. 
En 2004, el Ayuntamiento de Cartagena, su ciudad natal, rindió homenaje a este compositor con un concierto de recuerdo de su obra con ocasión del IV centenario de su muerte. Este concierto fue dirigido por el violagambista Pere Ros.

## Obra musical
Raval es autor de polifonía religiosa, madrigales y ricercares instrumentales. La obra de Raval no ha sido todavía objeto de un estudio profundo. La mayor parte de su obra espera su investigación musicológica.

## Obras religiosas

### Motectorum Liber Primus Quinque Vocum
El primer libro de motetes de Sebastián Raval fue impreso en Roma en 1593 por el impresor musical Francisco Coattino. Se conserva completo, si bien sus libros de partes se encuentran repartidos entre Barcelona, Pastrana y Roma.  
Consta de 21 obras a cinco voces, tres a cuatro voces, otras tres a seis voces y una a siete voces, además de un canon a cuatro voces iguales y otro canon a 16 voces. 
- Puer qui natus est a 5 voces.
- Vidi Turbam Magnam a 5 voces.
- Et omnes Sancti a 5 voces.
- Ascendit Deus a 5 voces.
- Intret in Conspectu Tuo Domine a 5 voces
- Iste Est Qui Contempsit, canon mensural a cinco voces.
- Beata es Virgo Maria a 4 voces iguales.
- Panis quem ego dabo a 6 voces en dos coros.
- Alma Redemptoris Mater a 4 voces.
- Credo Quod Redemptor Meus a 7 voces
- Ave Regina Coelorum a 4 voces.
- Salve Regina a 6 voces.
- Beatus Laurentius a 5 voces.
- Ille Oculos Tollens a 5 voces.
- Angelus ad Pastores a 5 voces.
- Gloriosae Virginis Mariae a 5 voces.
- Franciscus Pauper et Humilis a 5 voces.
- Crux Fidelis a 5 voces.
- Gloriosus Deus a 5 voces.
- Pueri Hebraeorum a 5 voces.
- Dicebat Jesus a 5 voces.
- Quanti Mercenarii a 5 voces.
- O Sacrum Convivium a 5 voces.
- Venisti Tandem a 5 voces.
- Ego Sum Panis Vivus a 5 voces.
- Regina Coeli a 5 voces.
- Cum Pervenisset ad Locum a 5 voces.
- Veni Creator Spiritus canon a 4 voces iguales.
- Vivat Alexander canon a 16 voces iguales.

### Obras profanas
- Il Primo Libro de Madrigali. 5vv (Venecia 1593).
- Il Pimo Libro di Canzonette. 4 VV (Venecia 1593).
- Madrigali 3, 5, 8 vv (Roma 1595).
- Il Primo Libro di Ricercari (Palermo 1596).
- 2 Madrigals in "Infidi Lumi" (Palermo 1603) (perdido)

## Ediciones
- "Achile Falcone-Madrigali, Mottetti e Ricercari" (Incluye obras de Raval). Leo S. Olschki Editore. (Firenze, 2000)
- "Sebastián Raval. 6 Canones (IL Primo Libro di Ricercari. Palermo 1596)" Sociedad Española de Musicología, Madrid 1985.
- "Sebastián Raval. Il Primo Libro di Ricercari a Quatro Voci Cantabili, per liuti, cimbali et viole d'arco. Palermo, 1596." Edición a cargo de Andrés Cea Galán. Patrimonio Musical Español, Fundación Caja Madrid (Madrid, 2008).
- "Three ensemble ricercars in four parts from Il primo libro de canzonette, 1593" editado por Milton Swenson. Ottawa:Dovehouse Editions, 1981.

- Datos: Q2308790